# Draden
Draden war in Danzig die ermländische Bezeichnung für das Garnmaß „Faden“ in der Textilindustrie. Der Name leitet sich von „Draht“ her, was im niederdeutschen „Faden“ bedeutet.
Beim Aufwinden des Garns auf eine Zählhaspel wurde nacheinander jeweils eine regional unterschiedliche Anzahl Draden zu einem Gebinde verschnürt oder abgebunden (daher der Name „Gebinde“). Eine bestimmte Menge Gebinde schließlich den fertigen Garnstrang. Ein Faden oder Draden wurde durch eine volle Umdrehung einer Haspel abgemessen. Die Fadenlänge war daher vom Umfang der Haspel abhängig, der wiederum auch vom Material des zu messenden Garnes bestimmt wurde.
- 1 Draden = 3 ½ Berliner Ellen = 2,33 Meter
- 1 Gebinde = 40 Draden Leinengarn
- 1 Stück Garn = 60 Gebinde = 2400 Draden
- 1 Schock = 4 Stück = 240 Gebinde = 9600 Draden Hanf- und Hedengarn